# Ameos Klinikum Heiligenhafen
Das AMEOS Klinikum Heiligenhafen ist eine Fachklinik für Psychiatrie, Psychotherapie und Psychosomatik in Heiligenhafen, Schleswig-Holstein.
Träger des Hauses ist die AMEOS-Gruppe. Die Anlage steht unter Denkmalschutz.

## Geschichte

### 1935 bis 1945
Erbaut wurde der Gebäudekomplex von 1935 bis 1938 als Kaserne für die Flieger-Ersatz-Abteilung 26 (See) – FleA 26 (See), deren Heimat er von 1938 bis 1941 wurde. Von 1941 bis 1942 wurde in der Kaserne ein Flieger-Ausbildungsregiment stationiert. Ab 1942 war sie Marinekriegsschule für Kleinkampfmittel und die Einsatzabteilung Heiligenhafen unter Korvettenkapitän Hans Bartels wurde hier stationiert. Ein Schießstand wurde in einiger Entfernung an der Steilküste von Heiligenhafen gebaut⊙.

### 1945 bis 2004
Ab 1945 wurde die Kaserne als Krankenhaus genutzt, in dieser Funktion wurde sie 1946 von der Landesverwaltung Schleswig-Holstein übernommen. Ab 1947 wurde es dann in Landeskrankenhaus Heiligenhafen umbenannt und diente als psychiatrisches Fachkrankenhaus. 1991 wurde es zur Fachklinik für Psychiatrie, Psychotherapie, Neurologie und Rehabilitation. 2003 erfolgte die Fusion der Fachkliniken Neustadt und Heiligenhafen zur „Psychatrium Gruppe“.

### Ab 2004
2004 ging die Trägerschaft an die AMEOS Gruppe über. Die AMEOS Gruppe betreibt am Standort Heiligenhafen die Klinik für Psychiatrie und Psychotherapie, die Fachpflegeeinrichtungen der AMEOS Pflege sowie Eingliederungshilfe der AMEOS Eingliederung Heiligenhafen. Am Standort befindet sich auch das AMEOS Institut Nord für Aus-, Fort- und Weiterbildung.